# Újpest FC
Újpest FC, också känd som Újpest är en ungersk fotbollsklubb från distriktet Újpest i Budapest. De har vunnit ligan 20 gånger och cupen 8 gånger vilket gör klubben till en av de mest framgångsrika i Ungern. 

## Historia
Újpest FC grundades 1885 under namnet Újpesti TE (Újpesti Torna Egylet).

### Historiska namn
sedan 1885
- 1885: Újpesti TE (Újpesti Torna Egylet)
- 1926: Újpest FC (Újpest Football Club) (på grund av introduktionen av professionell fotboll)
- 1945: Újpesti TE
- 1950: Bp. Dózsa SE (Budapesti Dózsa Sport Egyesület)
- 1956: Újpesti TE (under den Ungernrevolten)
- 1957: Ú. Dózsa SC (Újpesti Dózsa Sport Club)
- 1991: Újpesti TE
- 1998: Újpest FC

## Stadion
Újpest spelar sina hemmamatcher på Szusza Ferenc Stadion.

## Meriter
- Nemzeti Bajnokság I (20): 1929–30, 1930–31, 1932–33, 1934–35, 1938–39, 1945 vår, 1945–46, 1946–47, 1959–60, 1969, 1970 vår, 1970–71, 1971–72, 1972–73, 1973–74, 1974–75, 1977–78, 1978–79, 1989–90, 1997–98
- Ungerska cupen (11): 1969, 1970, 1974–75, 1981–82, 1982–83, 1986–87, 1991–92, 2001–02, 2013–14, 2017–18, 2020–21
- Ungerska supercupen (3): 1992, 2002, 2014

## Placering tidigare säsonger
| Säsong  | Nivå | Liga                | Placering | Referens | Notering |
| ------- | ---- | ------------------- | --------- | -------- | -------- |
| 2016/17 | 1    | Nemzeti Bajnokság I | 7         | [ 2 ]    |          |
| 2017/18 | 1    | Nemzeti Bajnokság I | 3         | [ 3 ]    |          |
| 2018/19 | 1    | Nemzeti Bajnokság I | 5         | [ 4 ]    |          |
| 2019/20 | 1    | Nemzeti Bajnokság I | 6         | [ 5 ]    |          |
| 2020/21 | 1    | Nemzeti Bajnokság I | 6         | [ 6 ]    |          |
| 2021/22 | 1    | Nemzeti Bajnokság I | 6         | [ 7 ]    |          |

## Färger
| Újpest FC | Újpest FC |

### Dräktsponsor
- Puma: 2003–2017
- Joma: 2016–2018
- Puma: 2018–nutid

### Trikåer
| ? · Hemmaställ | ? · Hemmaställ | Joma · Hemmaställ | 2019/20 · Hemmaställ | 2021/22 · Hemmaställ | 2021/22 · Bortaställ |

## Trupp
Aktuell 25 April 2022.
| Nr | Land      | Pos | Namn                                |
| -- | --------- | --- | ----------------------------------- |
| 1  | Serbien   | MV  | Filip Pajović                       |
| 2  | Kosovo    | F   | Lirim Kastrati                      |
| 3  | Ungern    | F   | Csanád Fehér                        |
| 4  | Mali      | F   | Abdoulaye Diaby                     |
| 5  | Kamerun   | F   | Petrus Boumal                       |
| 6  | Tyskland  | MF  | Luca Mack                           |
| 7  | Ungern    | MF  | Krisztián Simon                     |
| 8  | Georgien  | A   | Budu Zivzivadze (lån från Fehérvár) |
| 9  | Brasilien | A   | Fernando Viana                      |
| 10 | Frankrike | MF  | Yohan Croizet                       |
| 11 | Serbien   | F   | Nemanja Antonov                     |
| 13 | Grekland  | F   | Georgios Koutroumpis                |
| 14 | Ungern    | MF  | Áron Csongvai                       |
| 15 | Serbien   | MF  | Miroslav Bjeloš                     |

| Nr | Land            | Pos | Namn                             |
| -- | --------------- | --- | -------------------------------- |
| 17 | Georgien        | A   | Giorgi Beridze                   |
| 19 | Kamerun         | A   | Abdoulaye Yahaya                 |
| 20 | Estland         | F   | Märten Kuusk                     |
| 22 | Serbien         | MF  | Nikola Mitrović (kapten)         |
| 23 | Ungern          | MV  | Dávid Banai                      |
| 27 | Ungern          | MF  | Mátyás Katona                    |
| 29 | Nigeria         | MF  | Vincent Onovo (lån från Randers) |
| 33 | Ungern          | MF  | Márk Mucsányi                    |
| 34 | Ungern          | MV  | Zoltán Tomori                    |
| 44 | Ungern          | F   | Tamás Kádár                      |
| 45 | Nordmakedonien  | MF  | Stefan Jevtoski                  |
| 49 | Serbien         | F   | Branko Pauljević                 |
| 55 | Ungern          | MF  | Péter Szakály                    |
| 62 | Ungern          | F   | Dominik Kovács                   |
| 98 | Elfenbenskusten | A   | Mory Kone                        |

## Kända spelare
- Tamás Kádár
- Lacina Traoré
- Scott Malone
- Enis Bardhi
- Mbaye Diagne